# Сєвєродонецька територіальна громада
Сєвєродонецька територіальна громада — територіальна громада в Україні, в Сіверськодонецькому районі Луганської області. Адміністративний центр — місто Сіверськодонецьк.

## Загальна інформація
Площа громади — 706,1 кв. км, населення — 117 099, з них: міське — 111 311, сільське — 5 788 (2020).

## Населені пункти
У складі громади місто Сіверськодонецьк, 7 селищ (Борівське, Воронове, Лісна Дача, Метьолчине, Павлоград, Синецький, Сиротине) та 12 сіл (Боброве, Боровеньки, Воєводівка, Гаврилівка, Гузіївка, Єпифанівка, Нижній Суходіл, Олександрівка, Осколонівка, Пурдівка, Смолянинове, Чабанівка).

## Історія
Утворена 12 червня 2020 року шляхом об'єднання Сєвєродонецької міської ради, Боровенської, Єпіфанівської, Новоастраханської сільських рад Кремінського, Смолянинівської, Чабанівської сільських рад Новоайдарського районів Луганської області.